# The Long Goodbye
The Long Goodbye studijski je album britanskog rock sastava Procol Haruma koji izlazi 1996.g. Na albumu se nalazi simfonijska glazba u izvedbi "Procol Haruma".
Ako bi se strogo gledalo na djelo ovo nije "Procol Harumov" album, već producenta Garya Brookera, koji je gost-glazbenik na albumu. Jedino njihovo djelo na albumu je jedna skladba Repent Walpurgis, koju su napisali Robin Trower i Matthew Fisher.
Drugačija od svih ostalih skladbi na albumu, naslovna skladba nikad nije službeno puštena od "Procol Haruma". Nalazi se na solo singlu Garya Brookera i na njegovom solo albumu "Echoes in the Night", koji je rađen u koprodukciji s Brookerom i Fisherom. tekstove za "Procol Harum" napisali su Keith Reid Procol's B.J. Wilson

## Popis pjesama
1. Conquistador
2. Homburg
3. Grand Hotel
4. Simple Sister
5. A Salty Dog
6. Pandora's Box
7. A Whiter Shade of Pale
8. Repent Walpurgis
9. (You Can't) Turn Back The Page
10. Strangers In Space
11. Butterfly Boys
12. The Long Goodbye

## Izvođači
- Matthew Fisher - crkvene orgulje u skladbi Repent Walpurgis
- Dave Bronze - bas-gitara
- Mark Brzezicki - bubnjevi
- Robin Trower - gitara u skladbi Repent Walpurgis
- Geoff Whitehorn - gitara
- Andy Fairweather Low - gitara
- Gary Brooker - pianino, harmonika, čembalo, vokal
- Keith Reid - tekstovi

Također još:
- Tom Jones - vokal u skladbi Simple Sister
- Jerry Hadley - vokal u skladbi Grand Hotel
- James Galway - flauta u skladbi 'Pandora's Box'

## Vanjske poveznice
- ProcolHarum.com - Detalji o albumu na službenim internet stranicama Procol Haruma